# Ibrahim Heski
Ibrahim Heski oder Ibrahim Pascha Haski Tello, kurdisch: Biroyê Heskê Têlî († 25. Juli 1931 in Tschaldiran/Iran) war ein kurdischer Kämpfer, Politiker und Angehöriger des Celali-Stammes.

## Leben
Ibrahim Heski war der Sohn von Hesk und Têlî. Er gehörte zum Stamm Hesesori, der Teil der Celali war. In verschiedenen Quellen taucht er mit unterschiedlichen Namen wie „Ibrahim Agha“, „Ibrahim Pascha“, „Heskizâde Ibrahim“, „Bırho“, „Bro Haski Tello“, „Bro Haski Talu“ und so weiter auf. Die britische Autorin und Abenteuerin Rosita Forbes schrieb, dass der Held der Region ein wilder und ritterlicher Freibeuter namens Ibrahim Agha Huske Tello sei. Während des Ersten Weltkrieges kämpfte er gegen russische Soldaten an der Kaukasusfront. Er ließ sich nach dem Krieg als Händler in Doğubeyazıt nieder, wo er die Schwester des Bürgermeisters heiratete. Wegen seines Berufes reiste er einige Male nach Istanbul.

### Rebellion
Als 1925 der Scheich-Said-Aufstand ausbrach, blieb Ibrahim Heski gegenüber dem Staat loyal. Als Konsequenz aus dem Aufstand beschloss die Regierung, kurdische Führer in den Westen des Landes zu deportieren, um so Unruhen vorzubeugen. Als Ibrahim Heski erfuhr, dass auch er deportiert werden sollte, floh er zum Berg Ararat. Dort scharte er Kämpfer der Hesenan, der Celali und Haydaran um sich und löste so den ersten Ararat-Aufstand (16. Mai bis 17. Juni 1926) aus. Am 16. Mai kam es bei Demirkapı zum Kampf zwischen dem 28. Infanterieregiment und der Jandarma mit den Rebellen. Die Soldaten mussten sich geschlagen geben und zogen sich nach Doğubeyazıt zurück. Doch etwa zwei Monate später wurden Ibrahim Heski und seine Männer vom 28. und 34. Regiment umzingelt und geschlagen. Einigen gelang die Flucht über die nahe Grenze in den Iran.
Als ein Jahr später am 28. Oktober 1927 am Ararat wieder ein Aufstand ausbrach, beschloss die kurdische Xoybûn diesen zu unterstützen. Der ehemalige osmanische Offizier Ihsan Nuri Pascha wurde zu den Rebellen geschickt. Kurze Zeit später riefen die Kurden die Republik Ararat aus. Ibrahim Heski wurde zum Präsidenten der Republik ernannt. Ibrahim Heskis Söhne Ilhami, Omer, Davut und seine Brüder Ahmed und Eyub waren ebenfalls unter den Rebellen. Bei späteren Kämpfen gegen die türkischen Soldaten starben sein Bruder Ahmed und ihre 100-jährige Mutter. Als 1930 der Aufstand endgültig niedergeschlagen wurde, floh Ibrahim Heski wieder in den Iran.
In der Umgebung von Maku kam es 1931 zu heftigen Kämpfen zwischen iranischen Regierungstruppen und den Kurden. Dabei kämpften Oberst Mohammad Ali Khan der 2. Brigade der Aserbaidschan-Division und Oberst Kalb Ali Khan, der Verstärkung aus Täbris und Ardabil brachte, gegen die Kurden. Am 25. Juli wurden bei den Kämpfen in Tschaldiran Oberst Kalb Ali Khan und drei von vier Anführern der Kurden getötet. Unter den toten Anführern war auch Ibrahim Heski.